# Rånnum

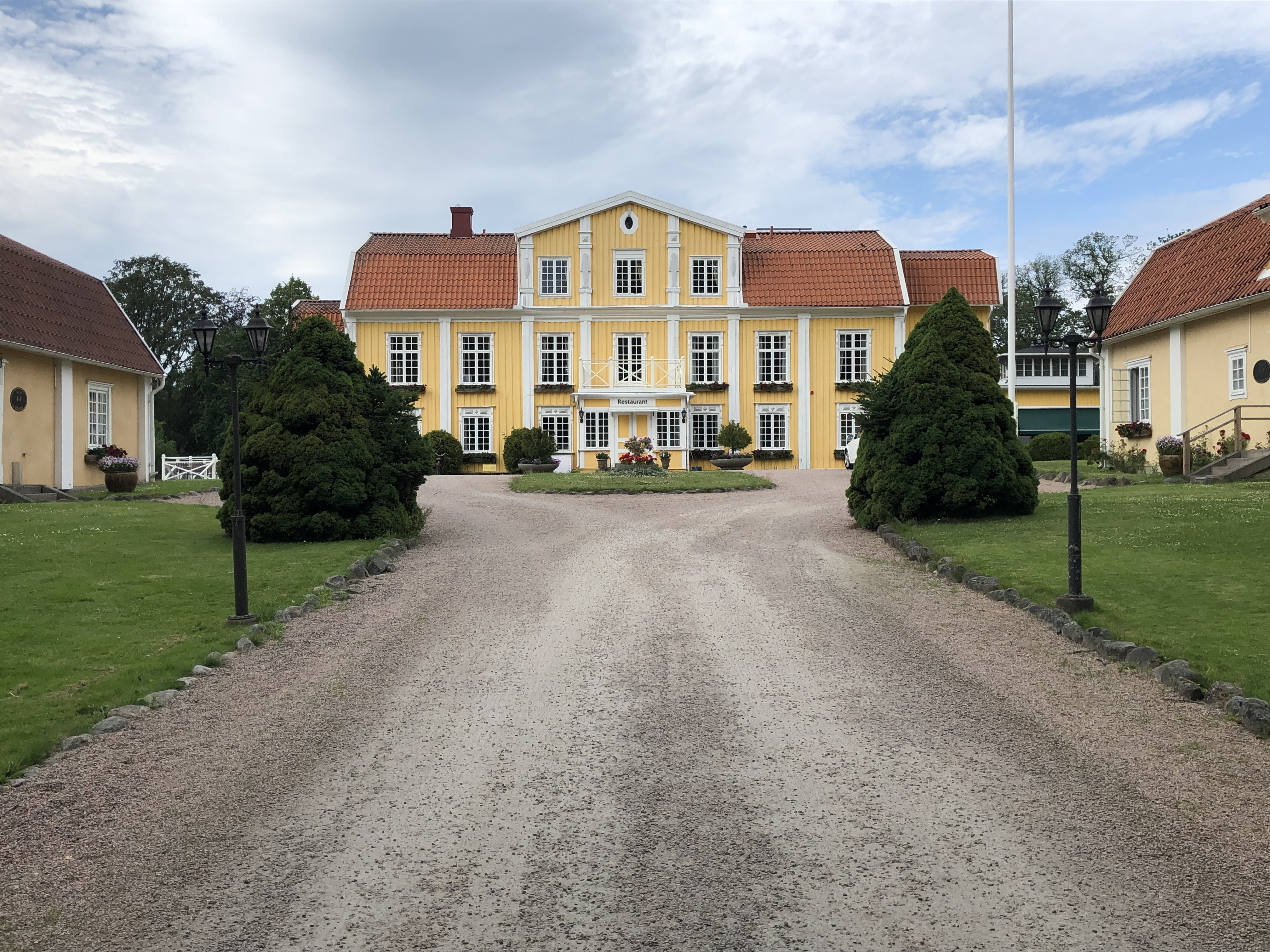
Rånnums herrgård 2019.

Rånnum (stavas ibland Ronnum) är en herrgård i Västra Tunhems socken, Vänersborgs kommun, Västergötland (Västra Götalands län). Rånnum ligger på östra sidan av Göta älv och 3 kilometer från Vänerns utflöde i Göta älv. Rånnum är även ett äldre namn på tätorten Vargön.

## Tidig historia
Ett gravfält med ett 50-tal stensättningar visar på att människor bodde här i större utsträckning redan under järnåldern. Lämningar efter en medeltida kyrka finns också här, som var församlingskyrka i Rånnums församling. 
Under några årtionden och fram till sin död 1811 ägdes och beboddes Rånnum av den tidigare superkargören vid Svenska ostindiska kompaniet Henric Herman af Dittmer.

## Senare historia
Herrgårdens senare historia hänger intimt ihop med den närliggande tätorten Vargön. År 1847 köptes Rånnum nämligen av kanal- och järnvägsbyggaren Nils Ericsson, adlad 1854 under namnet Ericson. Vid Vargön, som tillhörde Rånnum, hade det sedan 1660-talet funnits olika verksamheter bland annat en kvarn och sist ett bränneri. Ericson lät bygga om detta till cementfabrik för slussbyggena i Trollhättan. 
Mellan åren 1868 och 1872 anlade de dåvarande ägarna till Rånnums säteri, bröderna Carl och Werner Ericson ett träsliperi på platsen för cementfabriken. Det kom att bli att starten för vad som sedan skulle utvecklas till storföretaget Wargöns AB. År 1874 skildes dock Wargön av från Rånnum, för att bilda ett eget aktiebolag. Rånnum blev i sin tur köpt av Wargöns AB 1916 i syfte att exploatera marken för bland annat bostäder.
Rånnums herrgård och de bostäder som fanns på de gamla ägorna såldes från företaget på 1960-talet. Herrgården fungerar idag som hotell och konferensanläggning under namnet Ronnums herrgård.